# 球虫病
球虫病 是由名为球虫的原生动物引起的动物肠道寄生虫病 。 该病通过接触被污染的粪便或摄入被感染的组织来在动物个体间传播。 其主要症状为腹泻 ，情况严重时可能出现便血。大多数感染球虫的动物无症状 ，但幼小或免疫缺陷的动物可能会出现严重症状，甚至死亡。 
不同的球虫能感染各种各样的动物，包括人类、鸟类和 牲畜，然而一种类型的球虫引发的感染通常只针对特定物种。 一个众所周知的例外是由弓形虫造成的弓形体病。 
人类可能在养育受感染的小狗小猫时首次接触和了解到球虫。与弓形虫不同的是，球虫病的病原体只针对猫和狗，不会传染给人类， 这与其他人畜共患疾病不同。

## 球虫和犬类
幼犬经常从母犬的粪便中感染球虫，且由于其免疫系统尚未发育完全，因此更可能发展为球虫病。 在敏感的动物中，压力可能触发疾病症状的产生。
年轻犬只的症状包括带有粘液和血液的腹泻，食欲减退、呕吐和脱水。 球虫病如不接受治疗可能致命。
球虫病的治疗有通用并有效的方案。 通常通过低倍显微镜检查粪便，发现其中的卵囊来完成诊断。药物通过清除原生动物，或将其减少免疫系统可以清除的程度来消除感染。罕有出现肠胃系统永久性损伤的情况，犬只通常也没有长期的后遗症。

## 球虫和鸡
球虫病是鸡的重大疾病，尤其是对未成熟的鸡而言。 其可能严重损害鸡的消化道并可以致命。含有抗球虫药物的鸡饲料可以调整疾病暴露水平并控制疫情。在疫情爆发时，通常给与抗球虫药物，例如妥曲珠利或安普罗利。在多次感染后，存活的鸡会对球虫产生抗性。

## 球虫和牛
牛的球虫病(也被称为艾美虫病)在室内养殖和放牧条件下，均为对小牛和年轻牛而言最重要的疾病之一。其症状一般由邱氏艾美球虫和牛艾美球虫造成，包括食欲减退、疲劳、脱水、水肿，有时出现腹泻和便血。 已知其爆发会出现在牛群中。病原体可以感染农场中的所有动物，并且在某些国家，病原体几乎存在于所有的农场。 球虫病影响小牛的生长，有时还影响其存活，因此影响到牛畜牧业的生产和利润。

## 球虫和羊
球虫病也存在于山羊中，并且是年轻山羊腹泻的最主要原因。

## 致病属种
- 等孢球虫属是狗和猫中最常见的肠道球虫病病因。 等孢球虫属的种具有物种特异性，只感染一个物种。感染犬只的种包括犬等孢球虫、俄亥俄等孢球虫、和伯氏等孢球虫和新里沃特等孢球虫.。感染猫的种包括猫等孢球虫和芮氏等孢球虫。[8] 腹泻是等孢球虫感染最常见的症状，最常见的治疗药物为磺胺类药物。[9]
- 艾美尔球虫属影响以家禽为例的鸟类，以及以牛和兔子为例的哺乳动物。[10] 具体的物种包括柔嫩艾美尔球虫、布氏艾美尔球虫、毒害艾美耳球虫和堆形艾美有球虫。磺胺类药物对其有效。
- 隐孢子虫属下含有两个种——小隐孢子虫和小鼠隐孢子虫，已知可造成隐孢球虫病。牛受该属感染最为常见，而其粪便可能成为包括人类在内的其他哺乳动物的感染源。近期针对人类感染的隐孢子虫的遗传分析已发现了一种针对人类的病原体——人隐孢子虫。隐孢子虫感染主要发生在免疫缺陷的个体中，如患有犬瘟的犬只、患有猫白血病的猫、以及患有艾滋病的人类。
- 哈曼德球虫属通过摄入畜牧动物或啮齿动物组织中的囊肿来传播。其最终宿主为寄主为犬只和猫，其中海氏哈曼德球虫感染犬类，而哈氏哈曼德秋虫和hammondia pardalis感染猫。一般无明显症状。
- 贝诺孢子虫属通过猫对受感染的啮齿类动物和负鼠组织中囊肿的摄入来造成感染，但通常不会导致疾病。
- 肉孢子虫属可感染从各种中间寄主中摄入了囊肿的食肉动物。肉孢子虫属可能会导致犬只和猫的疾病。
- 弓形虫属包含一个重要的种——弓形虫，其最终宿主为猫，但所有的哺乳动物和某些鱼类、爬行动物和两栖动物均可作为中间宿主。 只有猫的粪便中包含具有感染性的卵囊，但摄入任何包含囊肿的中间宿主组织均可导致感染。 弓形虫病在人类中往往表现为低烧或者数日的肌肉酸痛。通常免疫系统会抑制感染，但组织囊肿将持续存在于动物或人的体内数年甚至一生。 在免疫缺陷个体中，休眠的囊肿可被再激活，并对大脑、心脏、肺、眼部和其他组织造成伤害。如果无免疫力的孕妇受到感染，胎儿可能会有风险。 猫的感染症状包括发热、体重减轻、腹泻、呕吐、 葡萄膜炎和中枢神经系统症状。 犬只的感染症状包括瘫痪、震颤和惊厥。 犬只和猫通常使用克林霉素治疗。
- 新孢球虫属包含一个重要的种——犬新孢子虫，其以与弓形虫类似的方式影响犬只。新孢子虫病难以治疗。
- 肝簇虫属包含一个在犬只和猫中引起肝簇虫病的种——犬肝簇虫。动物通过摄入被感染的血红扇头蜱发生感染。其症状包括发热、体重减轻和脊椎四肢疼痛。

最常用于治疗球虫病的药物为磺胺类抗生物药物。
根据病原体和患病动物的情况，未经治疗的球虫病可能自行消退，或加重且造成损伤，有时也可致命